# Schröding (Lengdorf)
Schröding ist ein Gemeindeteil der Gemeinde Lengdorf im Landkreis Erding in Oberbayern.

## Geografie
Der Weiler liegt vier Kilometer nördlich von Lengdorf entfernt. 800 Meter westlich entspringt die Große Vils.

## Verkehr
Der Bahnhof Thann-Matzbach liegt vier Kilometer südlich. Die Bundesautobahn 94 verläuft sechs Kilometer südlich.